# Брафе
Брафе (фр. Braffais) насеље је и општина у северној Француској у региону Доња Нормандија, у департману Манш која припада префектури Авранш.
По подацима из 2011. године у општини је живело 193 становника, а густина насељености је износила 33,33 становника/km². Општина се простире на површини од 5,79 km². Налази се на средњој надморској висини од 178 метара (максималној 182 m, а минималној 56 m).

## Демографија
| 1962. | 1968. | 1975. | 1982. | 1990. | 1999. | 2011. |
| ----- | ----- | ----- | ----- | ----- | ----- | ----- |
| 213   | 244   | 225   | 212   | 181   | 163   | 193   |

График промене броја становника у току последњих година